# Suites à Buffon
Les Suites à Buffon portent le titre complet de Suites à Buffon formant avec les œuvres de cet auteur un cours complet d'histoire naturelle embrassant les trois règnes de la nature, confié aux plus célèbres naturalistes et habiles écrivains.
Sous ce titre, deux collections d'ouvrages d'histoire naturelle ont été publiées par l'éditeur parisien Roret, l'une ancienne au format in-18, l'autre nouvelle au format in-8°, avec des auteurs différents.

## Suites à Buffon
Après le rachat de la Libraire Deterville, Roret récupère la propriété du fonds d'édition qui comprenait l'Histoire naturelle de Buffon dans la collection dirigée par René Castel.
Cette édition avait été primitivement publiée chez Deterville, à l'imprimerie de Crapelet à Paris, en 80 volumes in-18 (1799-1803), illustrée de 778 planches gravées sur cuivre, dont un portrait de Buffon en frontispice du 1er volume, d'après les dessins de Jacques-Eustache de Sève (mort en 1830) et de Jacques Barraband (pour les 10 volumes consacrés aux insectes).
Dans cette collection, l'ouvrage de Buffon a été abrégé par Castel, classé d'après le système de Linné et réduit ainsi en 26 volumes.
Pour donner un Cours complet d'histoire naturelle, ont été ajoutés 54 volumes formant une suite à Buffon.
Cette ancienne collection a été rééditée à partir du 1er février 1830 sous le nom de Suites à Buffon par la Librairie encyclopédique de Roret où les différentes parties étaient vendues séparément.
L'acheteur avait la liberté de ne pas prendre les volumes qu'il possédait dans une autre édition des œuvres de Buffon ou des suites de Lacépède.
Des naturalistes comme Jean-Baptiste de Lamarck (1744-1829), Pierre André Latreille (1762-1833), Charles-Nicolas-Sigisbert Sonnini de Manoncourt (1751-1812), Charles-François Brisseau de Mirbel (1776-1854), Louis-Augustin Bosc d'Antic (1759-1828) ou René Richard Louis Castel (1758-1832) figurent parmi les auteurs édités dans la série des Suites à Buffon.

## Nouvelles Suites à Buffon
Cet ouvrage constitue une très vaste réalisation de l'éditeur parisien Roret en 89 volumes au format in-8° qui paraît de 1834 à 1890. Il paraît sous de nombreuses formes et extraits, parfois les rééditions sont faites sous le titre de Nouvelles Suites à Buffon...
À partir du 1er janvier 1834, le libraire Roret publie sous le titre Nouvelles Suites à Buffon, une série de traités sur les diverses branches de l'histoire naturelle à laquelle participent de nombreux naturalistes.
Les auteurs de cette nouvelle collection d'ouvrages sont :
Charles Jean-Baptiste Amyot (Insectes hémiptères),
Jean Guillaume Audinet-Serville (Insectes hémiptères et orthoptères),
Gabriel Bibron (Reptiles),
Gaspard Auguste Brullé (Insectes hyménoptères),
Jean-Baptiste Alphonse Dechauffour de Boisduval (Insectes lépidoptères),
Alphonse Louis Pierre Pyrame de Candolle (introduction à la botanique),
Félicien Chapuis (Insectes coléoptères),
Georges Frédéric Cuvier (Cétacés),
Gabriel Delafosse (minéralogie),
Félix Dujardin (Helminthes, Zoophytes infusoires et échinodermes),
André Marie Constant Duméril (Reptiles),
Auguste Henri André Duméril (Poissons),
Isidore Geoffroy Saint-Hilaire (zoologie générale),
François Louis Paul Gervais (Insectes aptères),
Achille Guénée (Insectes lépidoptères),
Jules Haime (Zoophytes coralliaires),
Louis Hippolyte Hupé (Zoophytes échinodermes),
Jean Jacques Nicolas Huot (géologie),
Jean Théodore Lacordaire (introduction à l'entomologie, Insectes coléoptères),
Amédée Louis Michel Le Peletier de Saint-Fargeau (Insectes hyménoptères),
René Primevère Lesson (Zoophytes acalèphes),
Pierre Justin Marie Macquart (Insectes diptères),
Henri Milne-Edwards (Crustacés, Zoophytes coralliaires),
Jean Louis Armand de Quatrefages de Bréau (Annelés marins et d'eau douce),
Pierre Rambur (Insectes nevroptères),
Édouard Spach (Végétaux phanérogames),
Louis Léon Vaillant (Annelés marins et d'eau douce),
Charles Athanase Walckenaer (Insectes aptères).

## Entomologie
Cet ouvrage de l'éditeur Nicolas Roret (1797-1860) et de son fils Edme Roret (1834-1894) constitue une réalisation en 35 volumes sur l’entomologie.

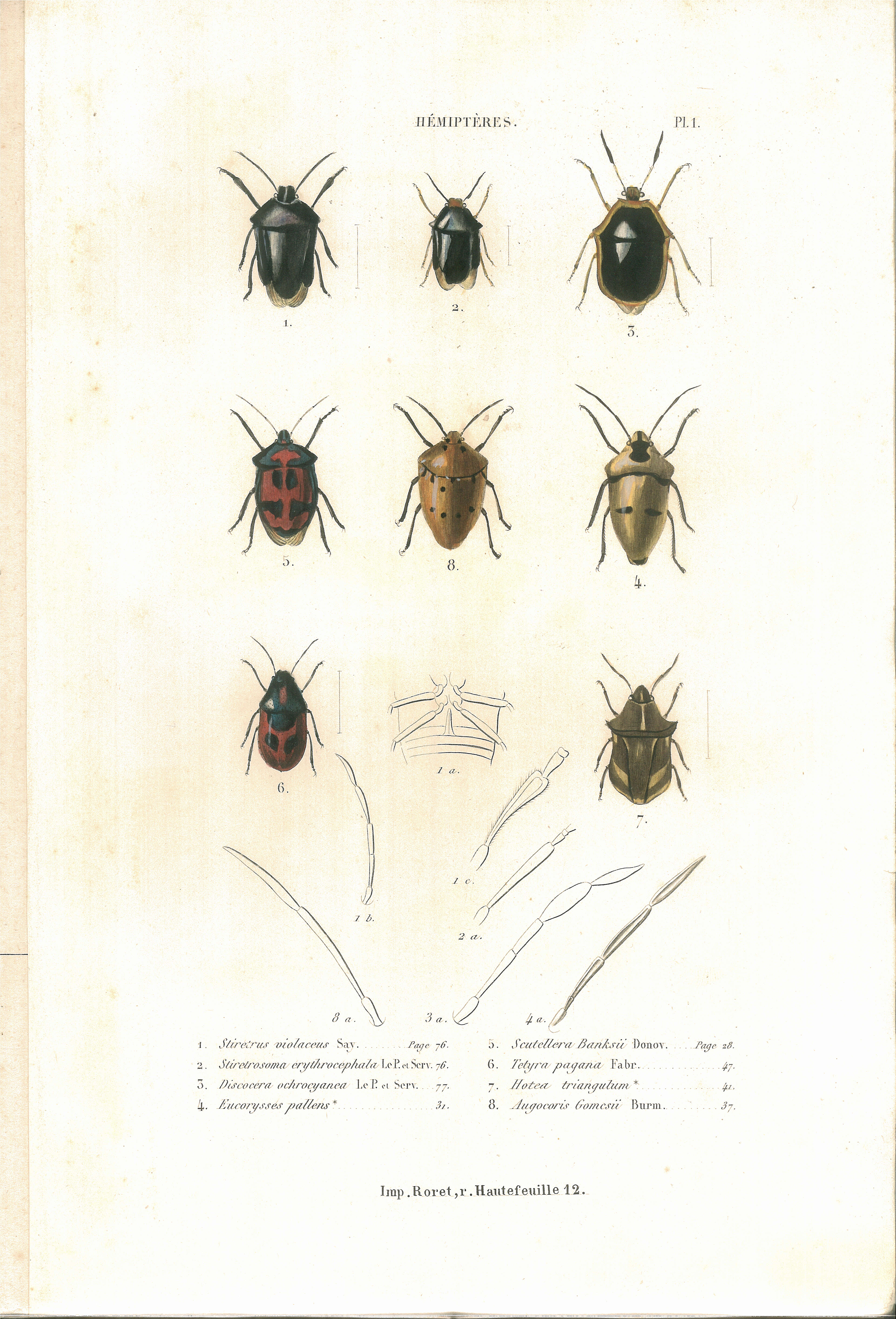
Planche 1 de l'ouvrage de C.J.-B. Amyot et J. G. Audinet-Serville (1843). Histoire naturelle des insectes. Hémiptères. Paris, Librairie encyclopédique de Roret.
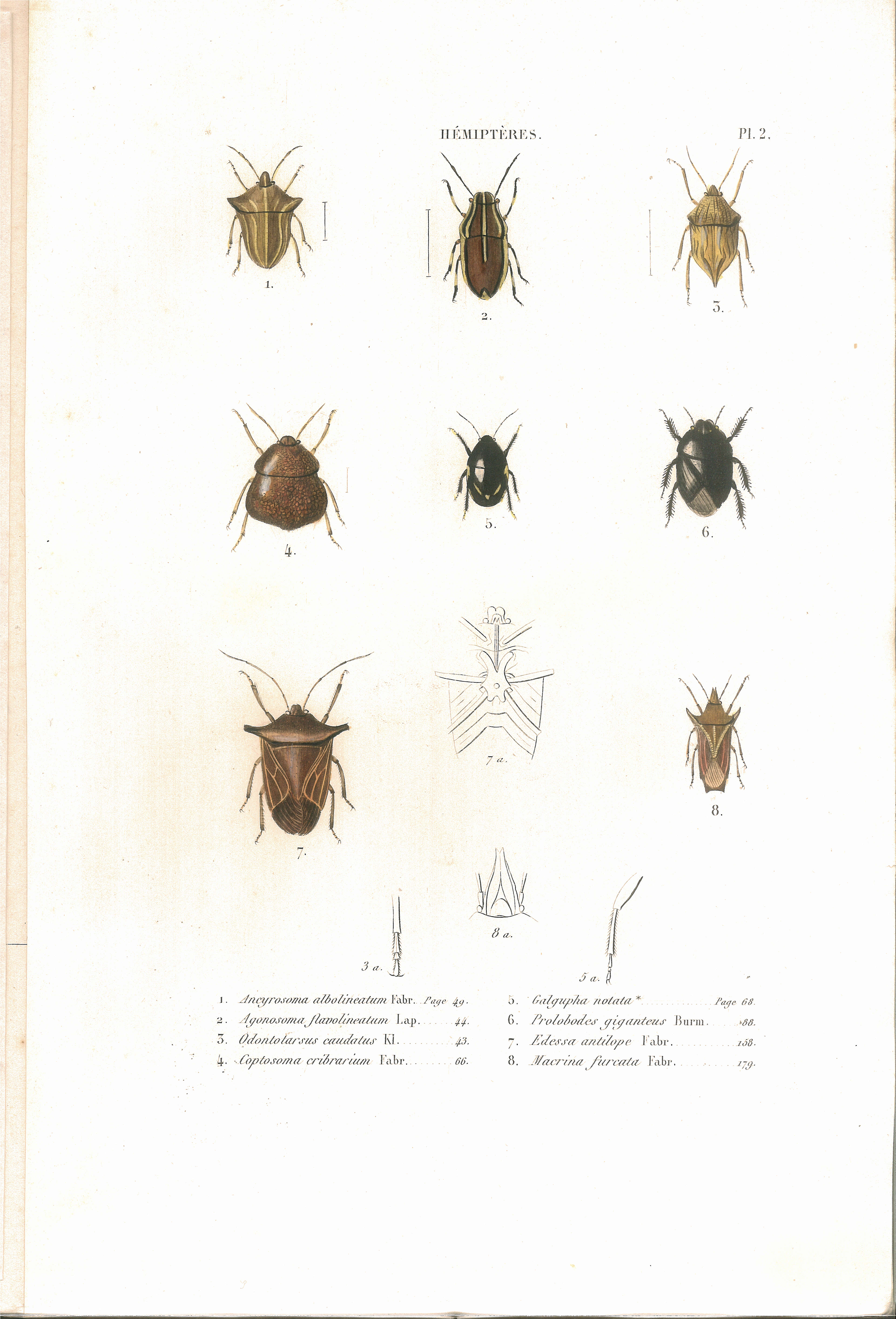
Planche 2 de l'ouvrage de C.J.-B. Amyot et J. G. Audinet-Serville (1843). Histoire naturelle des insectes. Hémiptères. Paris, Librairie encyclopédique de Roret.
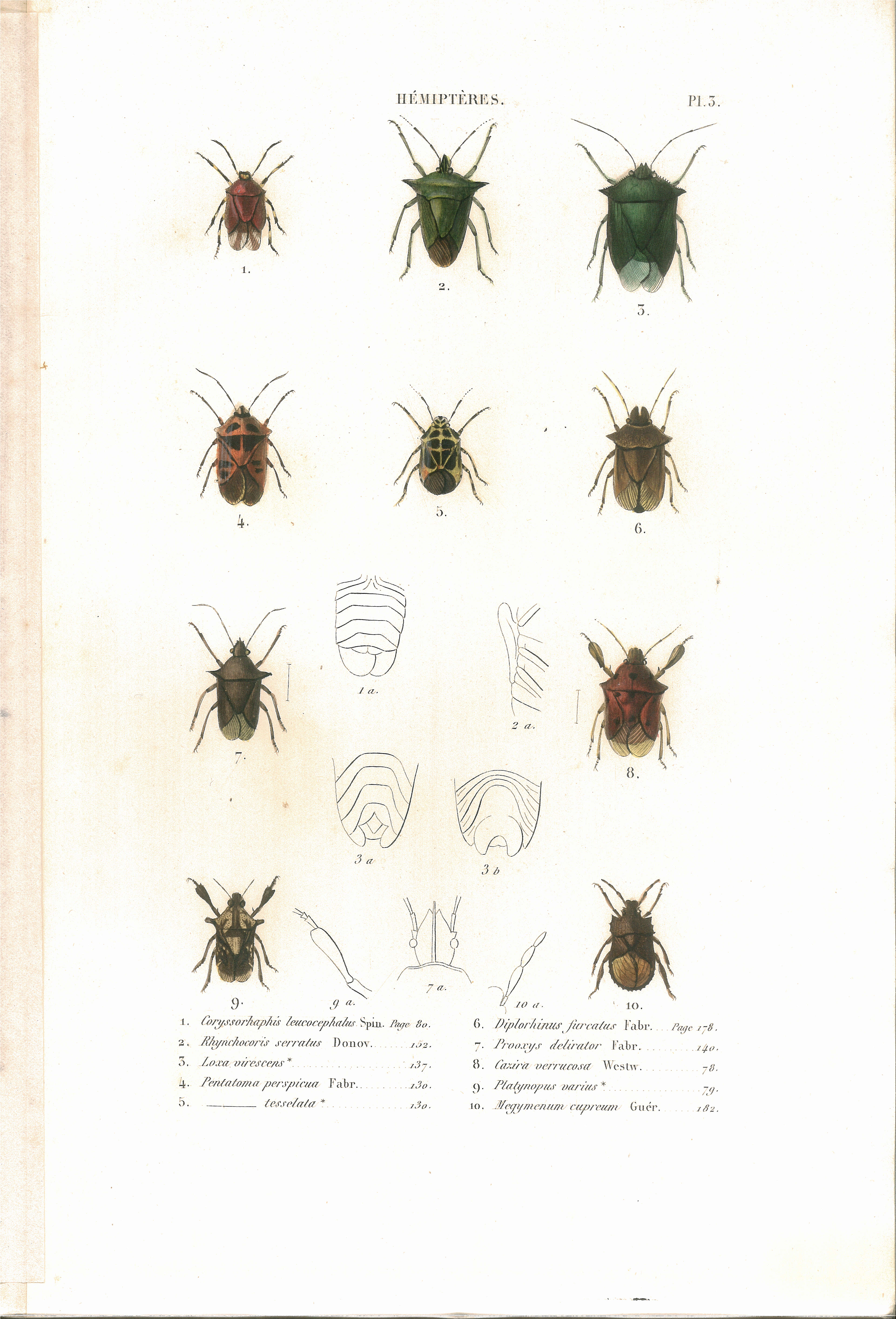
Planche 3 de l'ouvrage de C.J.-B. Amyot et J. G. Audinet-Serville (1843). Histoire naturelle des insectes. Hémiptères. Paris, Librairie encyclopédique de Roret.
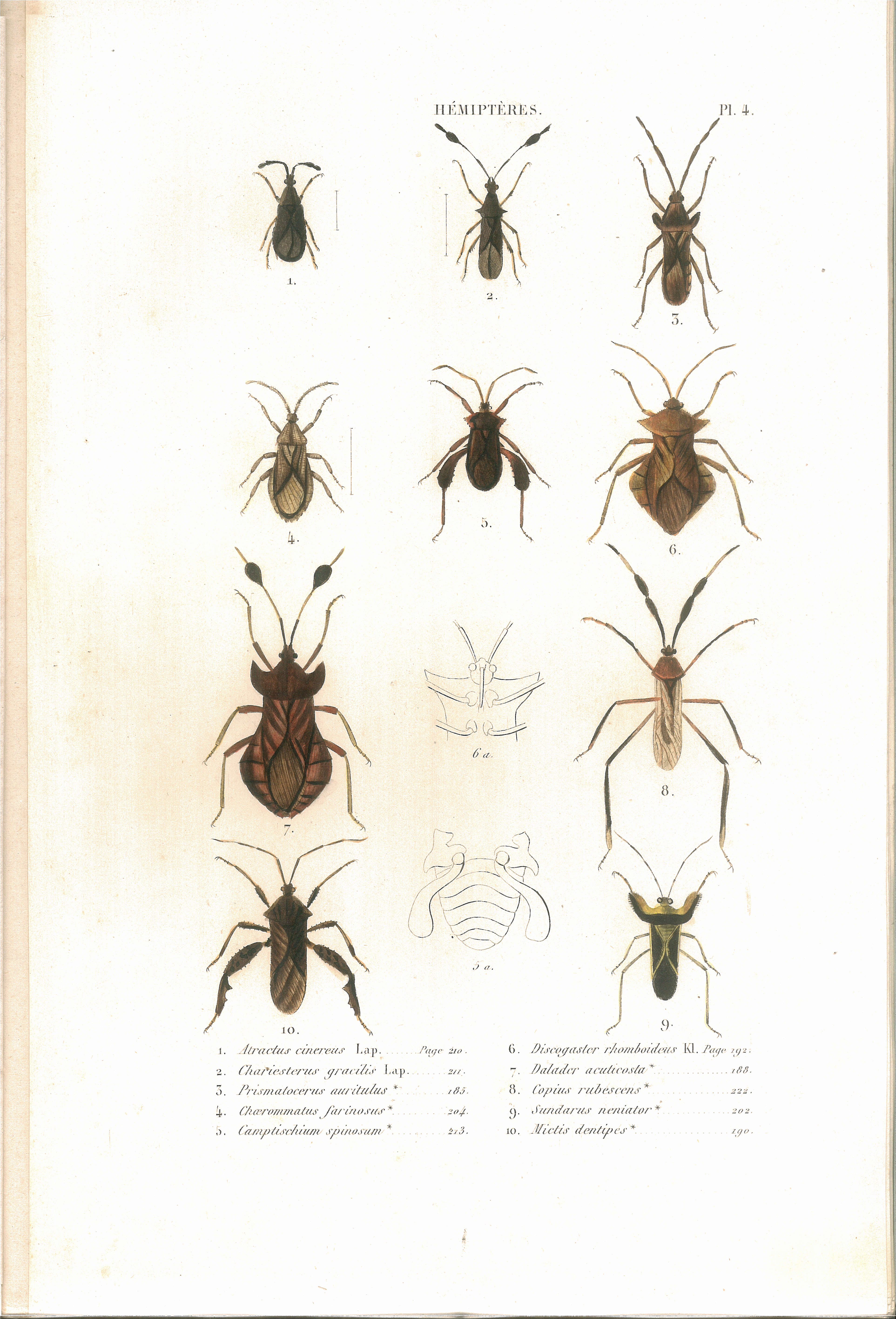
Planche 4 de l'ouvrage de C.J.-B. Amyot et J. G. Audinet-Serville (1843). Histoire naturelle des insectes. Hémiptères. Paris, Librairie encyclopédique de Roret.
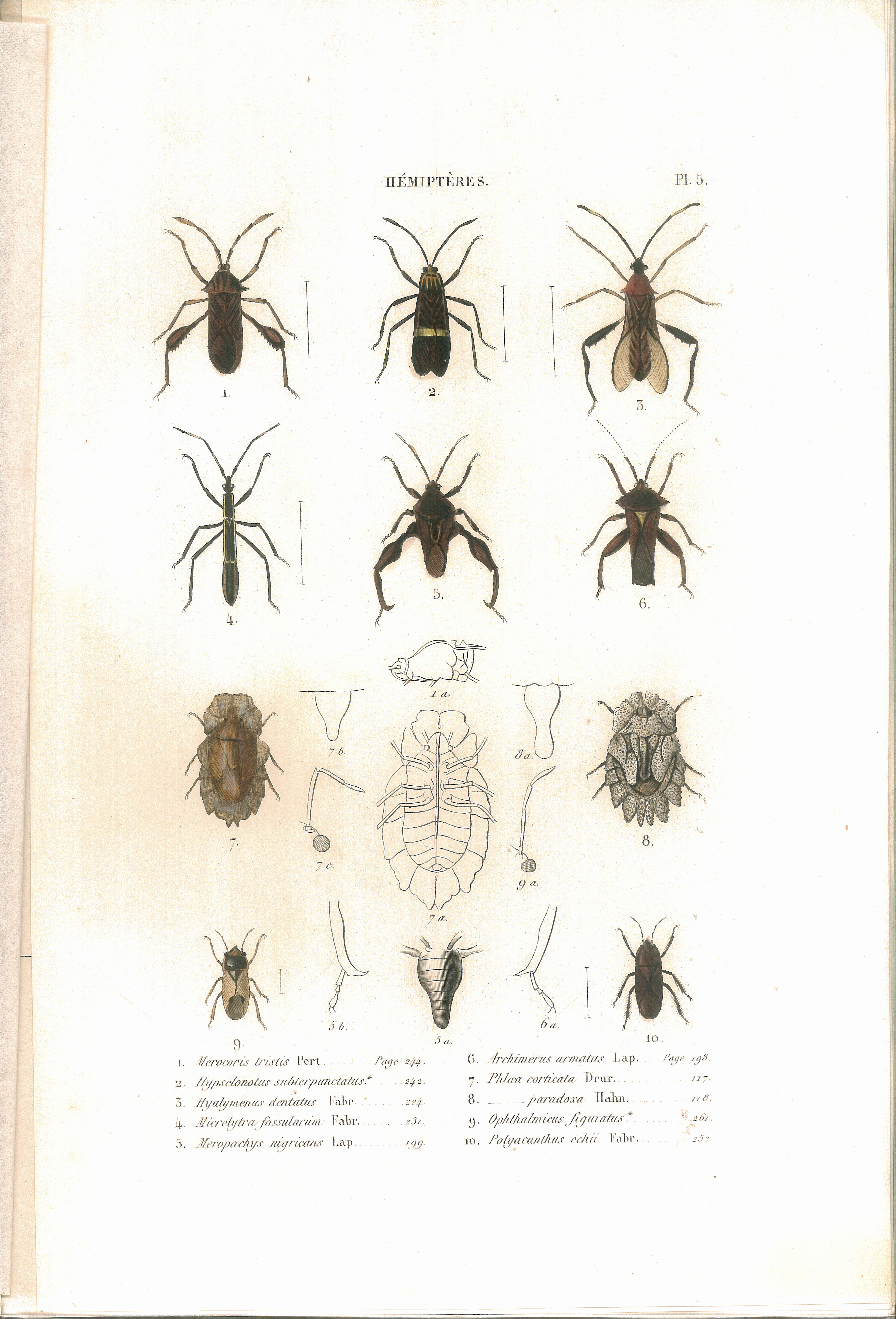
Planche 5 de l'ouvrage de C.J.-B. Amyot et J. G. Audinet-Serville (1843). Histoire naturelle des insectes. Hémiptères. Paris, Librairie encyclopédique de Roret.
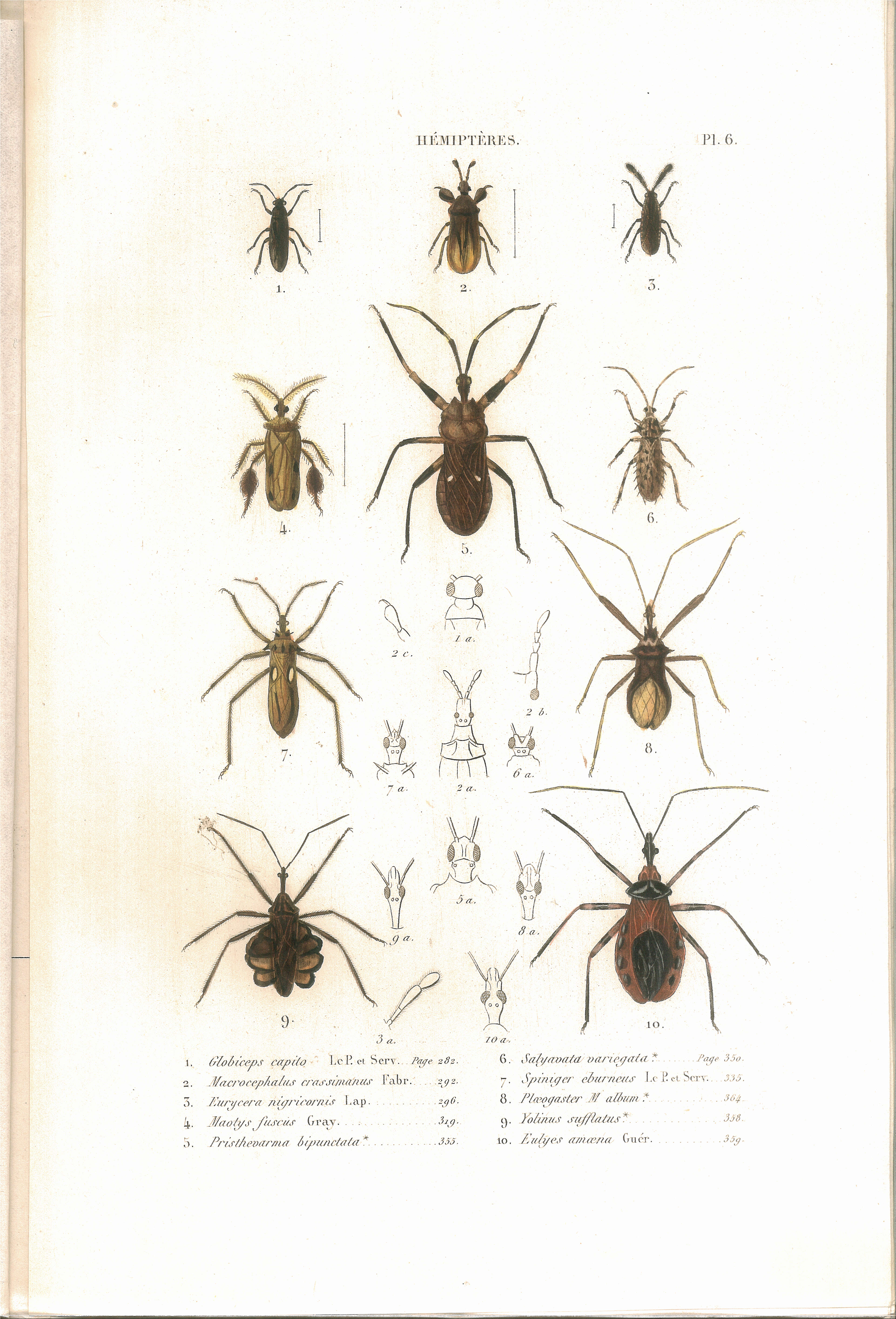
Planche 6 de l'ouvrage de C.J.-B. Amyot et J. G. Audinet-Serville (1843). Histoire naturelle des insectes. Hémiptères. Paris, Librairie encyclopédique de Roret.
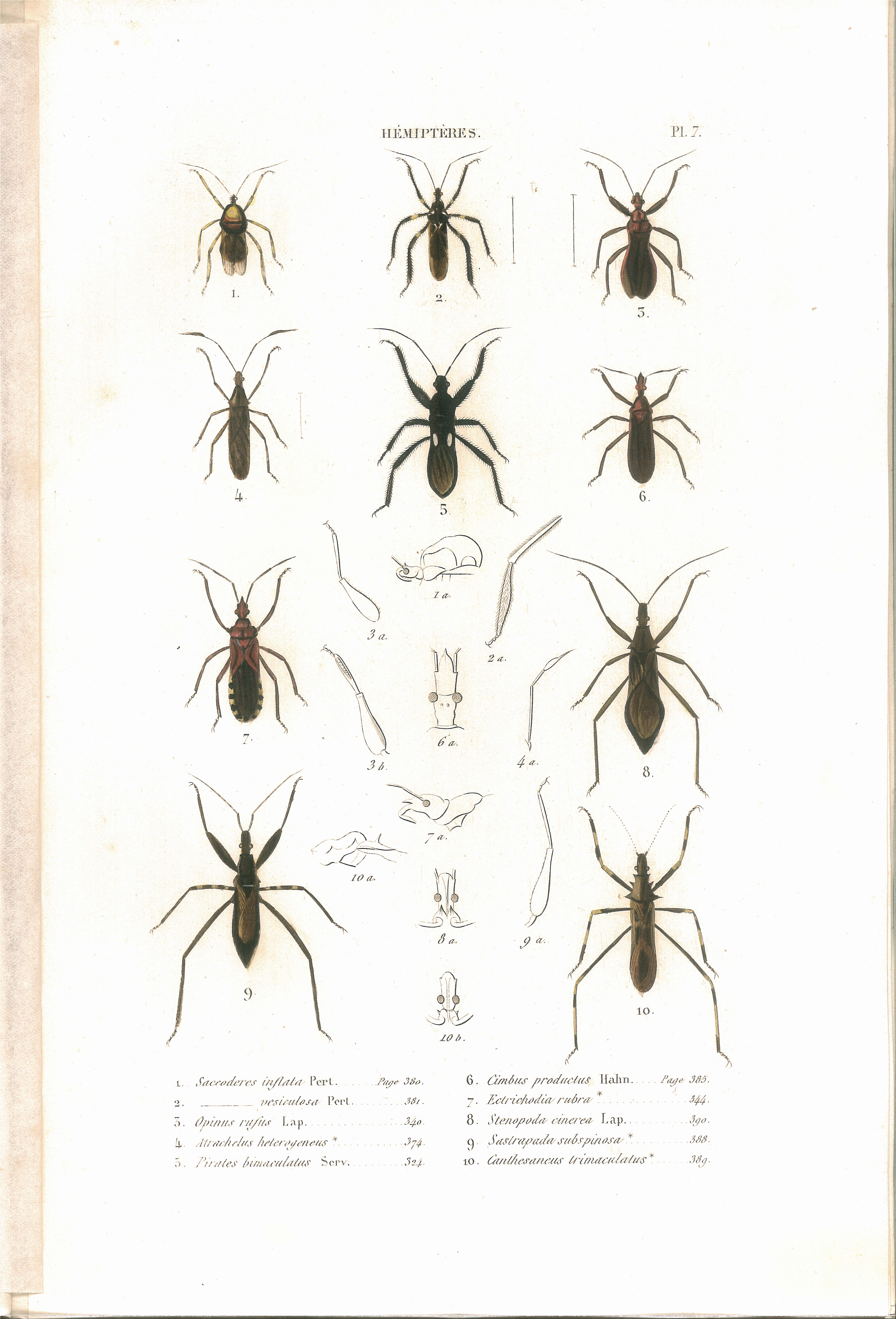
Planche 7 de l'ouvrage de C.J.-B. Amyot et J. G. Audinet-Serville (1843). Histoire naturelle des insectes. Hémiptères. Paris, Librairie encyclopédique de Roret.
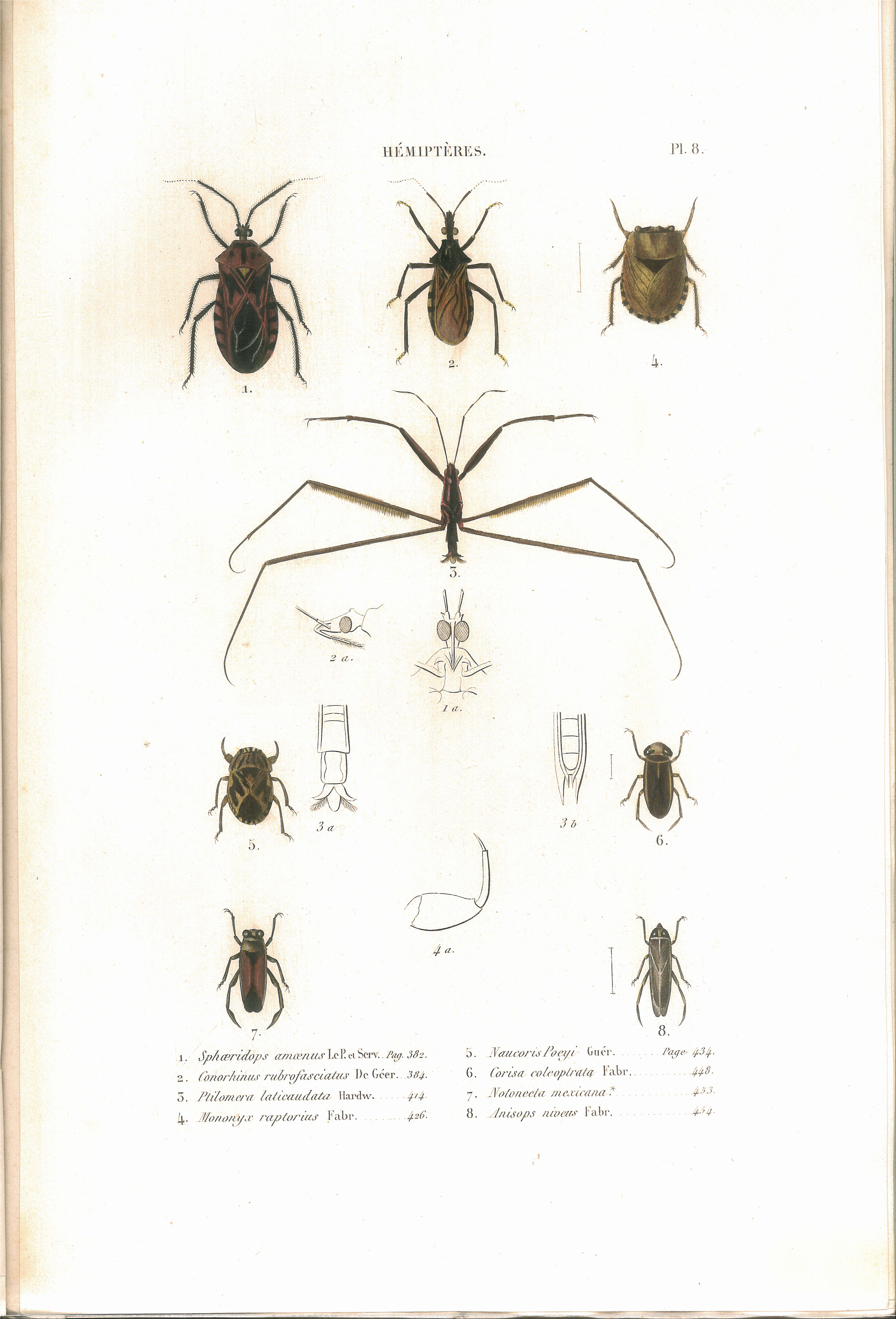
Planche 8 de l'ouvrage de C.J.-B. Amyot et J. G. Audinet-Serville (1843). Histoire naturelle des insectes. Hémiptères. Paris, Librairie encyclopédique de Roret.
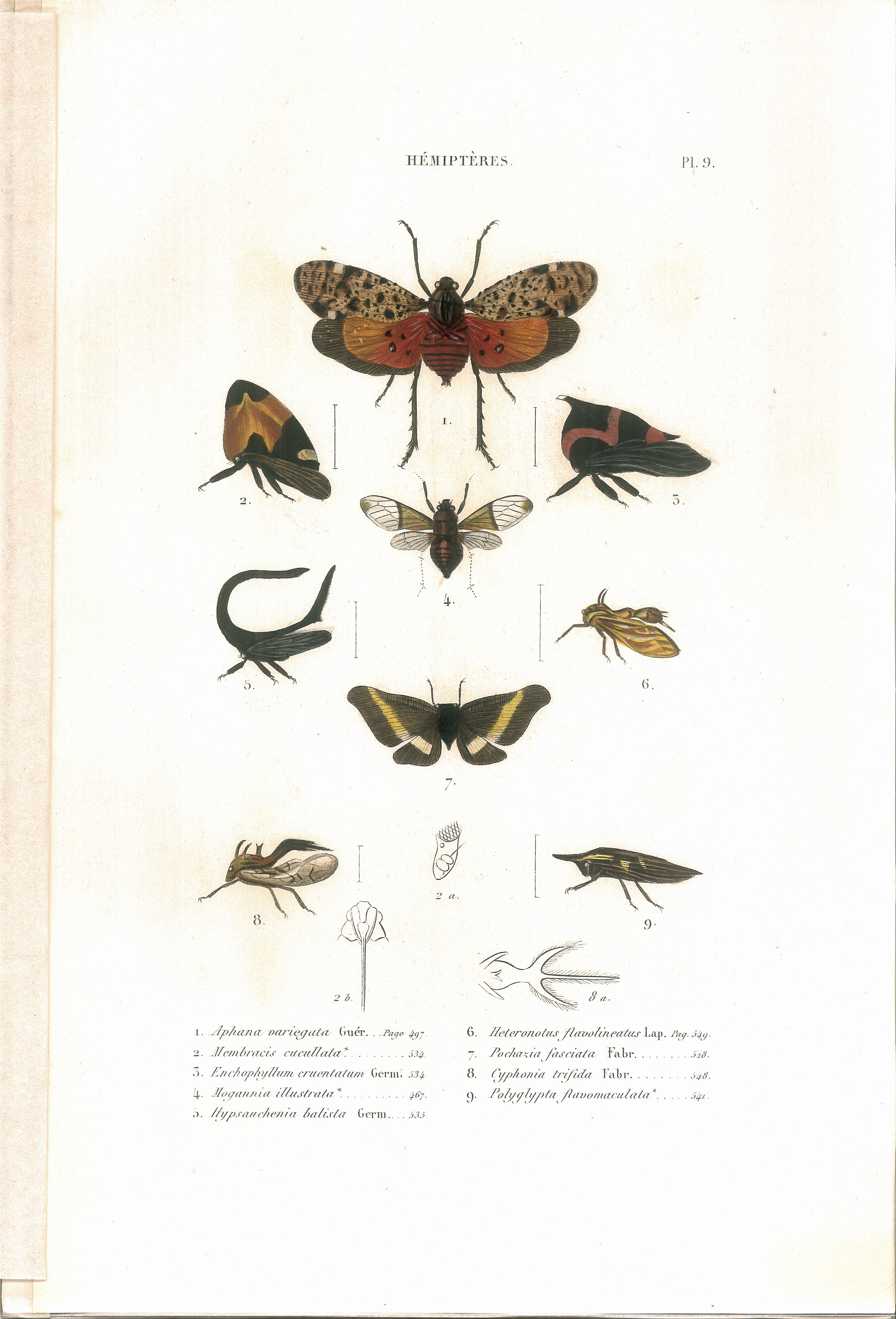
Planche 9 de l'ouvrage de C.J.-B. Amyot et J. G. Audinet-Serville (1843). Histoire naturelle des insectes. Hémiptères. Paris, Librairie encyclopédique de Roret.
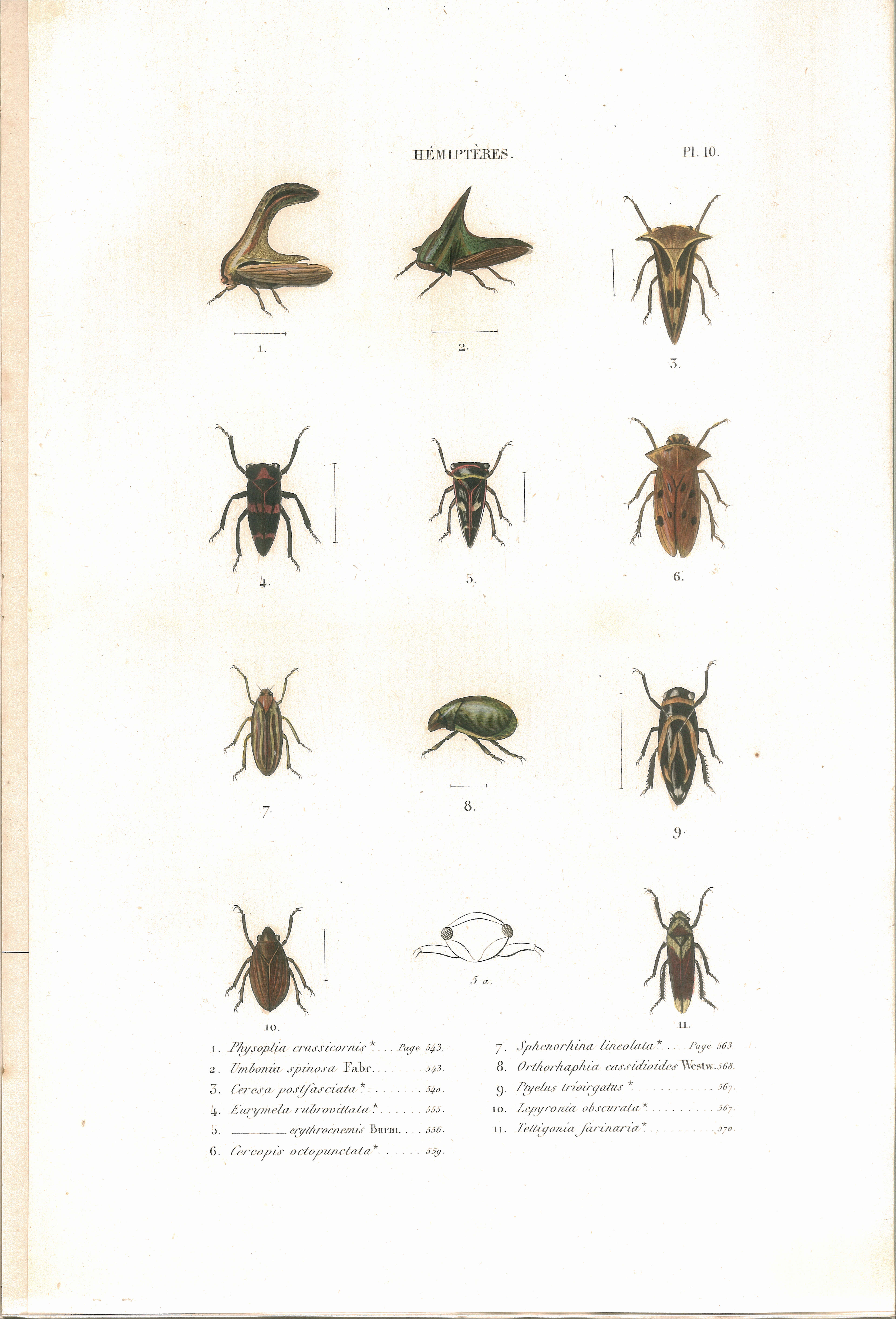
Planche 10 de l'ouvrage de C.J.-B. Amyot et J. G. Audinet-Serville (1843). Histoire naturelle des insectes. Hémiptères. Paris, Librairie encyclopédique de Roret.
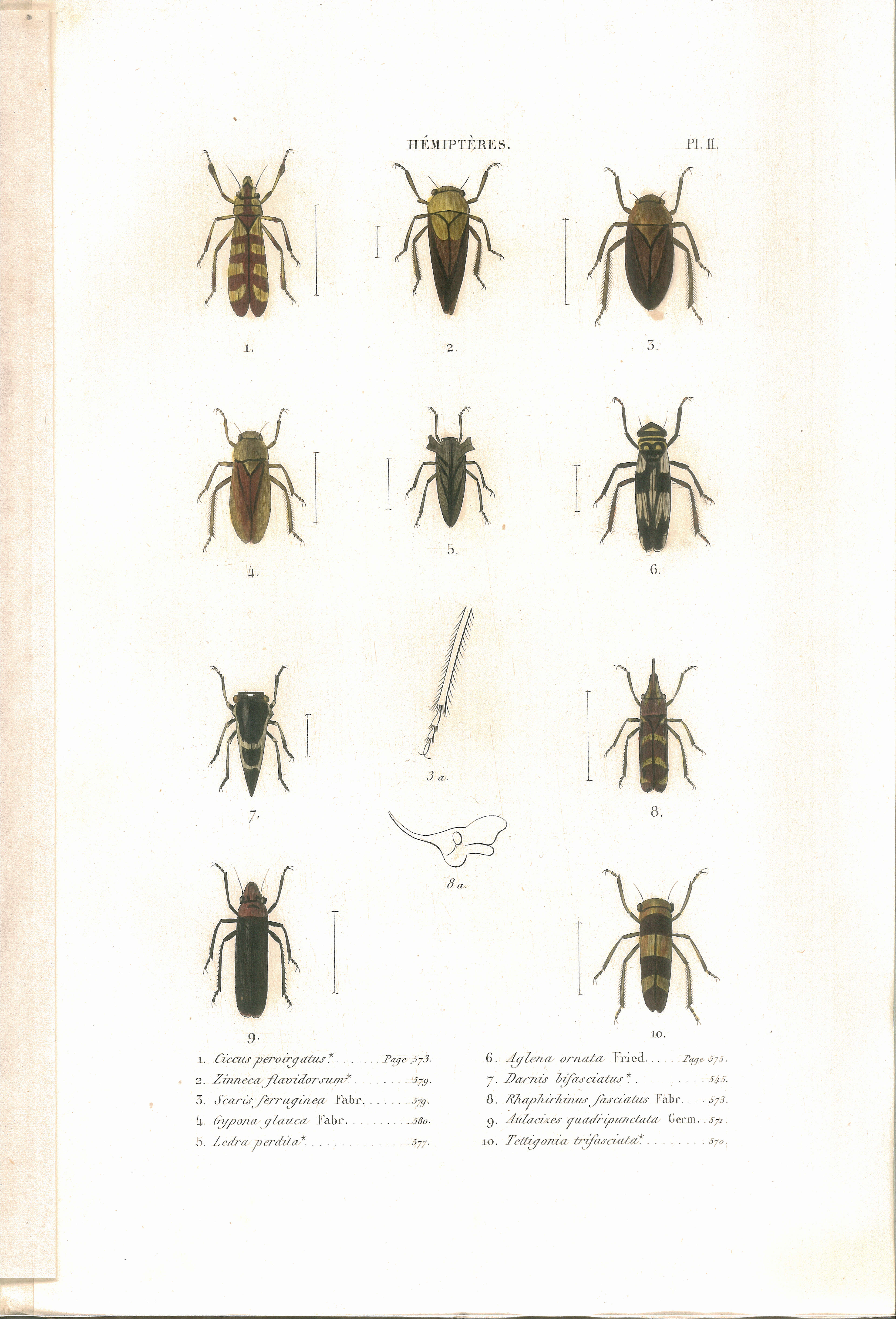
Planche 11 de l'ouvrage de C.J.-B. Amyot et J. G. Audinet-Serville (1843). Histoire naturelle des insectes. Hémiptères. Paris, Librairie encyclopédique de Roret.
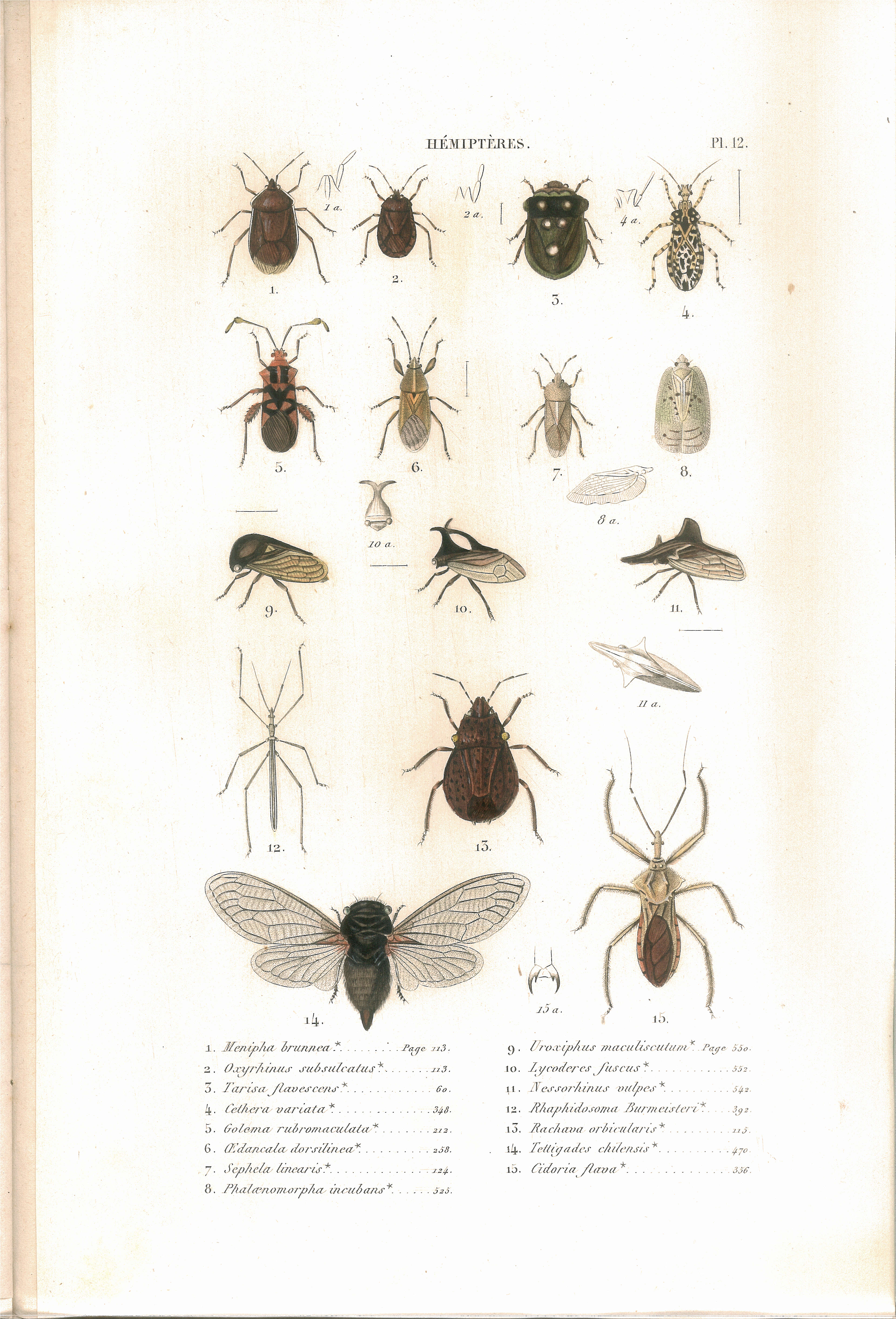
Planche 12 de l'ouvrage de C.J.-B. Amyot et J. G. Audinet-Serville (1843). Histoire naturelle des insectes. Hémiptères. Paris, Librairie encyclopédique de Roret.